# 휴정
휴정(休靜, 1520년 3월 26일~1604년 1월 23일)은 조선 중기의 고승, 승장(僧將)이다. 속성은 최(崔), 본관은 완산, 이름은 여신(汝信), 아명은 운학(雲鶴), 자는 현응(玄應), 호는 청허(淸虛)·서산(西山), 별호는 백화도인(白華道人) 또는 서산대사(西山大師)·풍악산인(楓岳山人)·두류산인(頭流山人)·묘향산인(妙香山人)·조계퇴은(曹溪退隱)·병로(病老)이다. 휴정은 법명.
제63대 조사이다. 임진왜란 당시 제자인 사명당 유정과 함께 승병(僧兵)을 일으켜서 크게 전공을 세웠다.

## 생애

### 임진왜란 이전
평안도 안주(安州)에서 출생하여 9살때에 어머니를 잃었고 뒤이어 10살때에는 아버지마저 세상을 떠나 고아가 되었다. 시재가 뛰어난 소년을 기특히 여긴 안주 목사 이사증은 그를 데리고 한양에 올라와 반재(泮齋)에서 공부시켰다. 이 무렵 그를 지도해준 어느 학자가 호남 감사로 부임했으나 몇달 만에 별세하자 동급생 몇 사람과 같이 문상을 하러간 김에 지리산일대를 두루 구경하고 경전을 공부하게 되었으며 이윽고 선가(禪家)의 법을 깨닫고 숭인(崇仁) 장로에게서 승려가 되었다. 21세에 운관 대사에게 인가(印可)를 얻고 촌락으로 돌아다니다가 정오에 닭 울음소리를 듣고 홀연히 심신(心神)을 깨달았다. 30세에 선과(禪科)에 합격하였다.
대선(大選)에서 양종 판사(兩宗判事)에까지 이르러 승직을 버리고 금강산에 들어가서 삼몽사(三夢詞)를 짓고 향로봉에 올라가
만국의 도성은 개미집이요, 일천 집의 호걸은 초파리 같네, 창에 비친 밝은 달 아래 청허하게 누우니, 끝없는 솔바람 운치가 별미로다.
萬國都城如蛭蟻, 千家豪傑似醯鷄, 一窓明月淸虛枕, 無限松風韻不齋

라는 시를 지었는데, 1589년(선조 22) 정여립의 옥사에 요승 무업(無業)이 이 시로 무고하여 옥에 갇혔으나 선조가 그 억울함을 알고 석방하였을 뿐 아니라 시를 칭찬하고 상을 내렸다.

### 임진왜란
1592년 임진왜란 때 의주에서 선조께 뵙고 각지의 노약자로 하여금 기도케 하고 나머지 승려들을 데리고 적군을 몰아내겠다고 하여 8도 16종 도총섭(都摠攝)이 되었다. 의승(義僧) 5천을 모집하여 인솔하고 관군을 도와 평양전투 등의 공을 세우고 왕을 모시고 한양에 돌아와 늙음을 이유로 군사를 유정(惟政)과 처영(處英)에게 맡기고 묘향산 보현사로 되돌아가 
國
一
都
大
禪
師
禪
敎
都
摠
攝
扶
宗
樹
敎
普
濟
登
階
尊
者
라는 호를 받았다. 그리하여 도의의 이름이 더욱 높았으며 풍악(楓岳)·두류(頭流)·묘향(妙香) 등의 산으로 왕래하니 따르는 제자가 천여 명이요, 출세한 제자도 70여 인에 이르렀다.

### 임진왜란 이후
묘향산 원적암(圓寂菴)에 제자들을 모아 설법을 하고 글을 그 영정(影幀) 뒤에 써서 유정·처영에게 주고 85세에 사망했다.

## 관련 문화재
- 해남 대흥사 서산대사탑 - 보물 제1347호
- 심법요초 - 울산광역시 문화재자료 제20호
- 청허당 진영 - 경상남도 유형문화재 제450-1호

## 같이 보기
- 유정 (승려)